# Satellitenpositionierungsdienst der deutschen Landesvermessung
Der Satellitenpositionierungsdienst der deutschen Landesvermessung (SAPOS) ist ein Satellitenreferenzdienst. Als Gemeinschaftsprojekt der Arbeitsgemeinschaft der Vermessungsverwaltungen der Länder der Bundesrepublik Deutschland (AdV) stellt er Korrekturdaten zur Verfügung, mit denen in Deutschland eine genauere Positionsbestimmung mittels Satelliten möglich ist.

## Grundlagen
Die Grundlage dieses Dienstes bildet ein Netz von permanent betriebenen GNSS-Referenzstationen (früher als „Permanentstationen“ bezeichnet). Mit über 270 Stationen ist ganz Deutschland abgedeckt. SAPOS stellt Korrekturdaten für Positionierung und Navigation mit den Satelliten des US-amerikanischen Global Positioning System (GPS), des europäischen Galileo-Systems, des chinesischen Beidou-Systems und des russischen GLONASS-Systems bereit.
Die SAPOS-Referenzstationen werden von den Ländern betrieben und sind bundesweit einheitlich nutzbar. Sie ersetzen bei differentiellen GNSS-Messungen den notwendigen zweiten Empfänger, so dass der Nutzer nur noch einen einzigen benötigt. Aus der Vernetzung der Referenzstationen werden für die jeweilige Nutzerposition Korrekturdaten ermittelt. Diese Daten werden dem Nutzer zugeführt und ermöglichen eine Steigerung der Positionsgenauigkeit auf das 10- bis 100fache.
Die SAPOS-Referenzstationen ergänzen die boden-vermarkten Festpunkte der Landesvermessung und bilden die Grundlage für zahlreiche Vermessungen im Bezugssystem ETRS89. Mit Hilfe von Transformationen kann der rechnerische Übergang von diesem Bezugssystem in klassische Landesbezugssysteme realisiert werden.

## Genauigkeit
Für ausgerüstete und berechtigte Anwender bietet SAPOS drei verschiedene Dienste mit unterschiedlicher Genauigkeit zur Nutzung in Echtzeit oder für nachträgliche Berechnungen an:
| Abkürzung | Name                                                | Verfahren      | Lagegenauigkeit | Höhengenauigkeit |
| --------- | --------------------------------------------------- | -------------- | --------------- | ---------------- |
| HEPS      | Hochpräziser Echtzeit-Positionierungs-Service       | RTK            | 1 bis 2 cm      | 2 bis 3 cm       |
| GPPS      | Geodätischer Postprocessing-Positionierungs-Service | Postprocessing | unter 1 cm      | 1 bis 2 cm       |
| EPS       | Echtzeit-Positionierungs-Service                    | RTK            | 0,3 bis 0,8 m   | 0,5 bis 1,5 m    |

## Technik

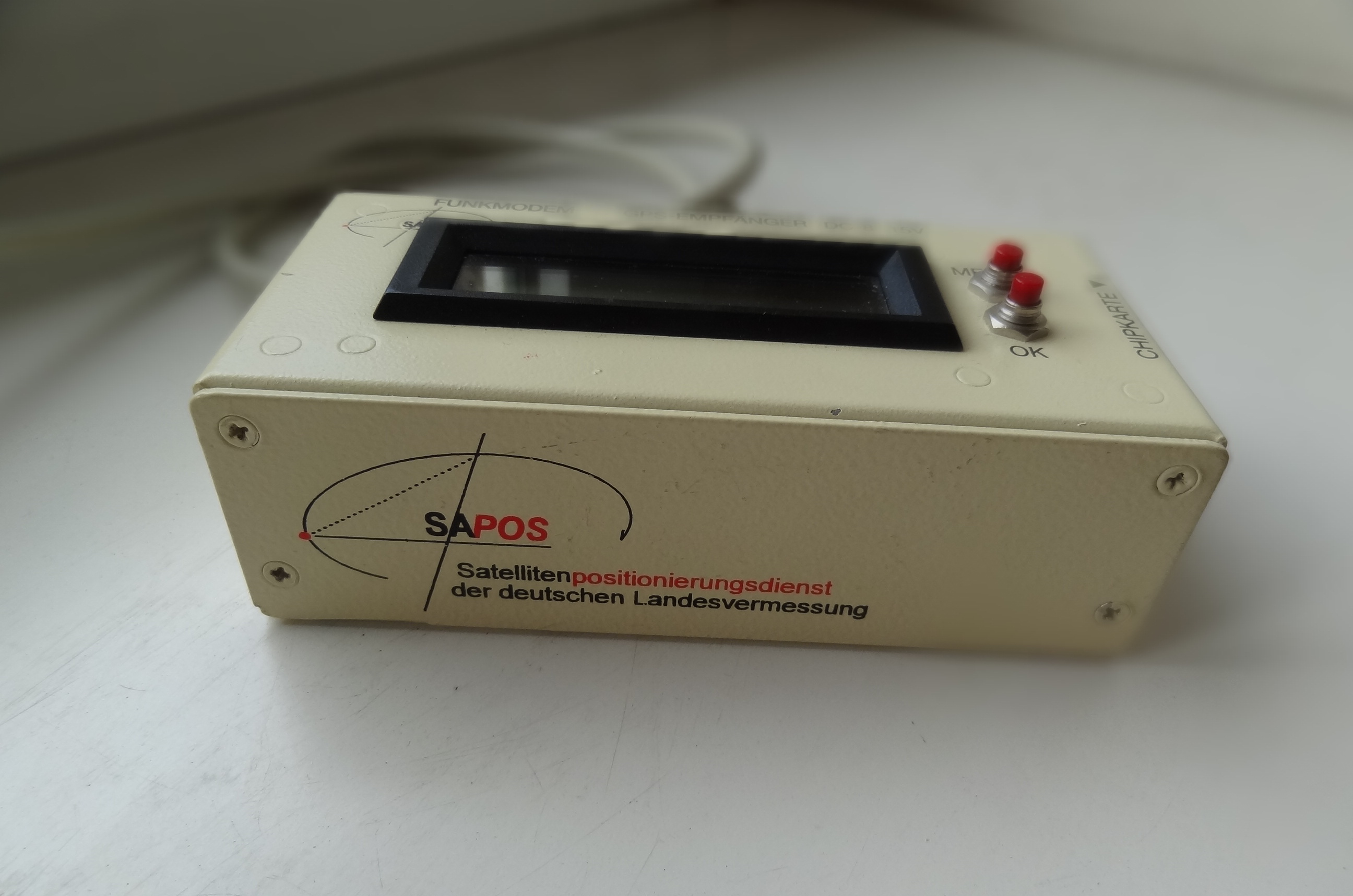
SAPOS-Decoder zum Dekodieren von SAPOS-Referenzdaten, die mit einem 2-m-Band-Funkmodem empfangen werden.(veraltet, befindet sich nicht mehr im Einsatz bzw. wird vom Provider nicht mehr unterstützt)

Die Übermittlung von Korrekturdaten in dem standardisierten Korrekturdatenformat RTCM 2.3 für den EPS-Dienst erfolgt mit dem Ntrip-Protokoll, früher über den Rundfunk. EPS nutzt in den meisten Bundesländern RTCM 2.3. HEPS arbeitet mit dem Korrekturdatenformat RTCM 3.x. Die Übermittlung erfolgt mit Ntrip oder früher auch über GSM. Die Daten des GPPS werden im RINEX-Format in den jeweiligen Webshops der Bundesländer zur Verfügung gestellt.

## Verbreitung
Referenzstationsnetze mit ähnlichem Aufbau wie das SAPOS-Netz wurden in den vergangenen Jahren in fast allen europäischen Ländern sowie in Japan und den USA installiert. Dabei galt SAPOS als technisches Vorbild.
SAPOS stellt(e) im Rahmen von Public-Private-Partnerships den kommerziellen Korrekturdatendiensten Axio-Net (seit 2002) und VRSNow von Trimble (2006–2008), sowie Smartnet von Leica (seit 2011) Daten seiner Referenzstationen gemäß den Verträgen zur Weiterverarbeitung zur Verfügung.
Durch die Möglichkeit der mittel- und langfristigen Auswertung der von den hochgenau arbeitenden Stationen aufgezeichneten Daten besteht auch wissenschaftliches Interesse an den Positionsdaten der Referenzstationen, z. B. zur Ermittlung rezenter Krustenbewegungen oder bei der Erdbebenforschung. Andere Analysen richten sich auf den Wasserdampfgehalt der Erdatmosphäre (Meteorologie) oder der Anzahl freier Ladungen (TEC) in der Ionosphäre.